# Слав Бойкин
Слав Бойкин е български хореограф, основател и пръв дългогодишен ръководител на самодейния фолклорен ансамбъл при читалище „Св. св. Кирил и Методий“ в град Раковски. Днес ансамбълът носи неговото име.

## Биография
Слав Бойкин е роден на 20 април 1933 година в село Калъчлии, днес кв. Генерал Николаево на град Раковски. Завършва основното си образование в родното си място. Като войник участва в танцовия състав към Военния дом в Ивайловград. След това учи в Националната хореографска школа в Брацигово.
През 50-те години към читалището в село Генерал Николаево е организиран самодеен танцов състав. Слав Бойкин е негов пръв и дългогодишен ръководител. През десетилетията ансамбъл е награждаван с много награди и отличия на регионални и национални фестивали и събори. Бойкин е работил като служител в кметството на родното си място, домакин на читалището и снабдител в шивашката фирма „Легия“. Във фирма „Легия“ също сформира танцов състав.
Освен ръководител на самодейни състави в Генерал Николаево, той е ръководил и колективи в съседните села Чоба и Момино село. Водел е кръжоци по фотография и кино. Бил е и сред първите участници в драматичния състав към читалището.
Слав Бойкин умира през 1988 година.
Oт 1 септември 1988 година фолклорният ансамбъл в град Раковски носи неговото име „Слав Бойкин”, а от 2013 година община Раковски организира ежегодно през октомври Национален фолклорен танцов фестивал, носещ също неговото име.